# Nhộng

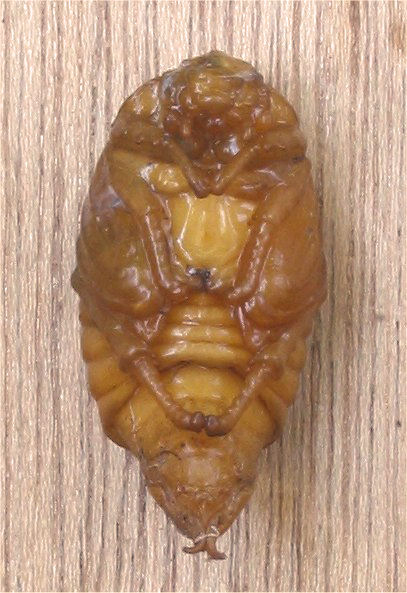
Nhộng của loài Melolontha melolontha

Nhộng là pha thứ ba của côn trùng biến thái hoàn toàn.
Hình thái bên ngoài, nhộng có đầy đủ các phần như: đầu, ngực, bụng và các phần phụ như: râu, chân, cánh... giống như sâu trưởng thành, nhưng các phần phụ còn ngắn, mềm và luôn luôn xếp gọn về mặt bụng, chưa có lỗ miệng và lỗ hậu môn.

## Phân loại
Căn cứ vào cách sắp xếp các phần phụ người ta phân thành 3 dạng nhộng chính.
- Nhộng trần (exarate): là dạng có các phần phụ không dính liền vào bụng cơ thể, có thể cử động được như nhộng của bộ cánh màng, bộ cánh cứng và một số loài thuộc bộ hai cánh (như quăng, thiếu trùng muỗi).
- Nhộng màng (obtecta): là dạng có các phần phụ dính liền vào mặt bụng của cơ thể, có màng mỏng bao bọc, nhưng mắt thường vẫn nhận biết được chúng như nhộng của bộ cánh vẩy (như bướm), và một số loài thuộc bộ hai cánh.
- Nhộng bọc (coarctate): ở một số loài thuộc bộ Hai cánh như ruồi...

## Chức năng
Nhộng không ăn uống mà sống nhờ chất dinh dưỡng dự trữ từ pha sâu non. Nhìn bề ngoài có vẻ như nhộng không hoạt động. Nhưng thực chất ở pha nhộng có sự biến đổi sâu sắc cả bên ngoài lẫn bên trong cơ thể để biến thành côn trùng trưởng thành. Chức năng chủ yếu của pha nhộng là: tiêu mô và phát sinh mô, tiêu biến các cơ quan ấu trùng và hình thành các cơ quan trưởng thành (từ các tế bào đĩa mầm). Nhờ các biến đổi rất cơ bản này, nhìn bề ngoài có vẻ yên tĩnh nhưng thành trùng từ nhộng chui ra khác hẳn.

## Sử dụng

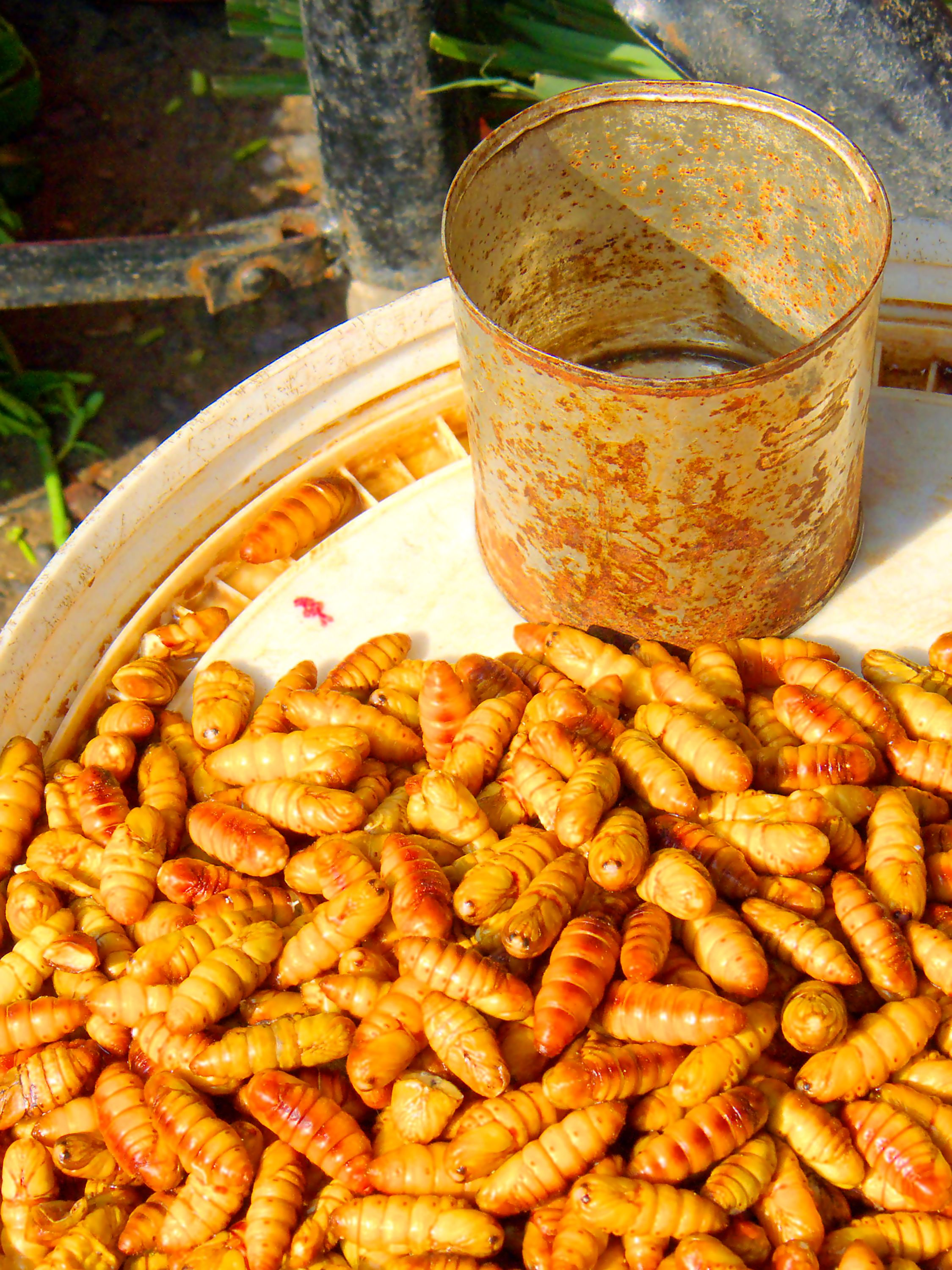
Nhộng tằm được dùng làm thức ăn phổ biến ở Việt Nam

- Nhộng chủ yếu được dùng làm thức ăn.
- Trong nghiên cứu vòng đời sinh thái
- Đánh giá khả năng phát dịch bệnh của các loài côn trùng gây hại.

## Hình ảnh

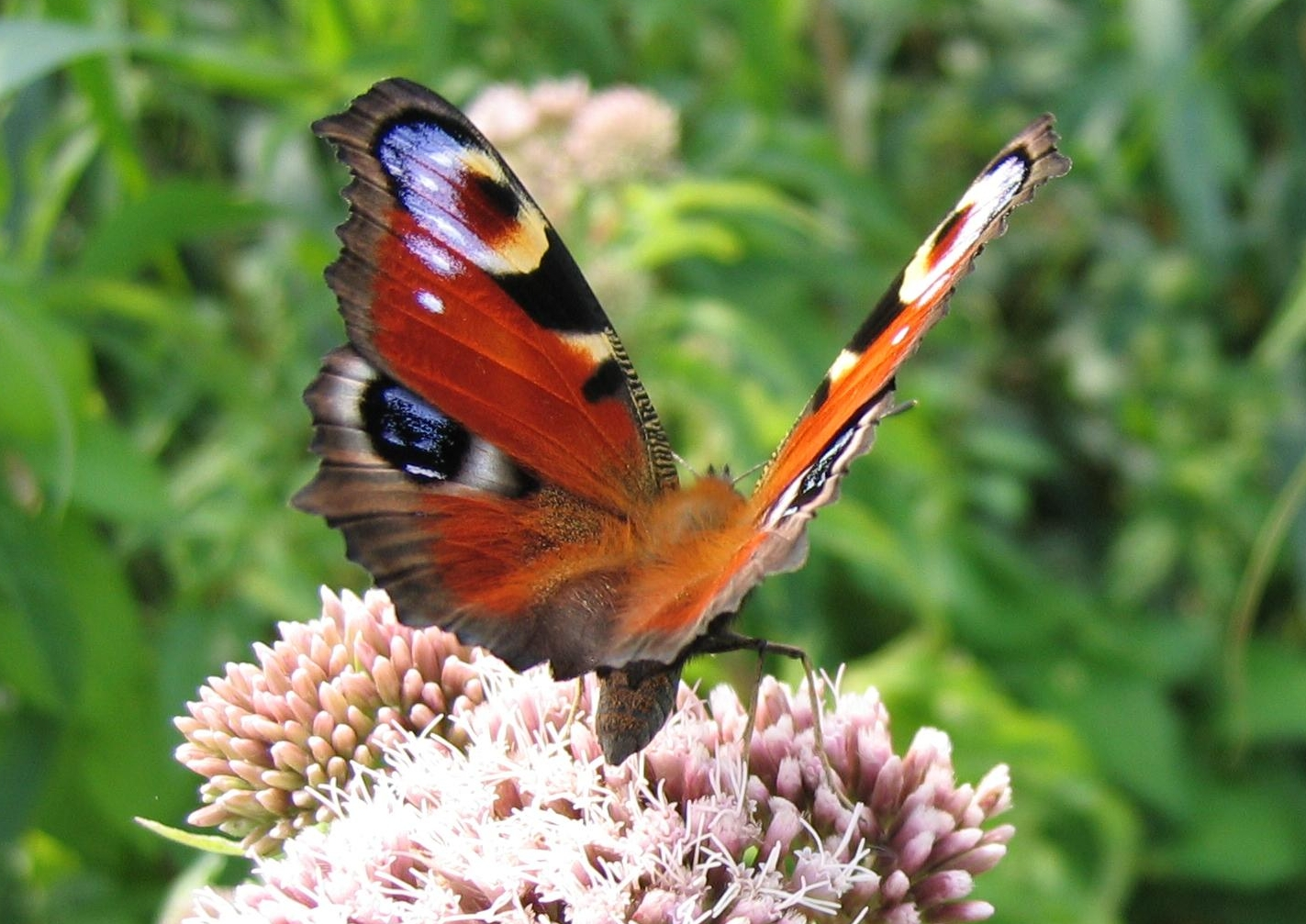
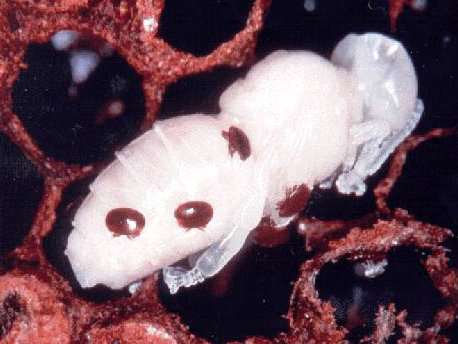
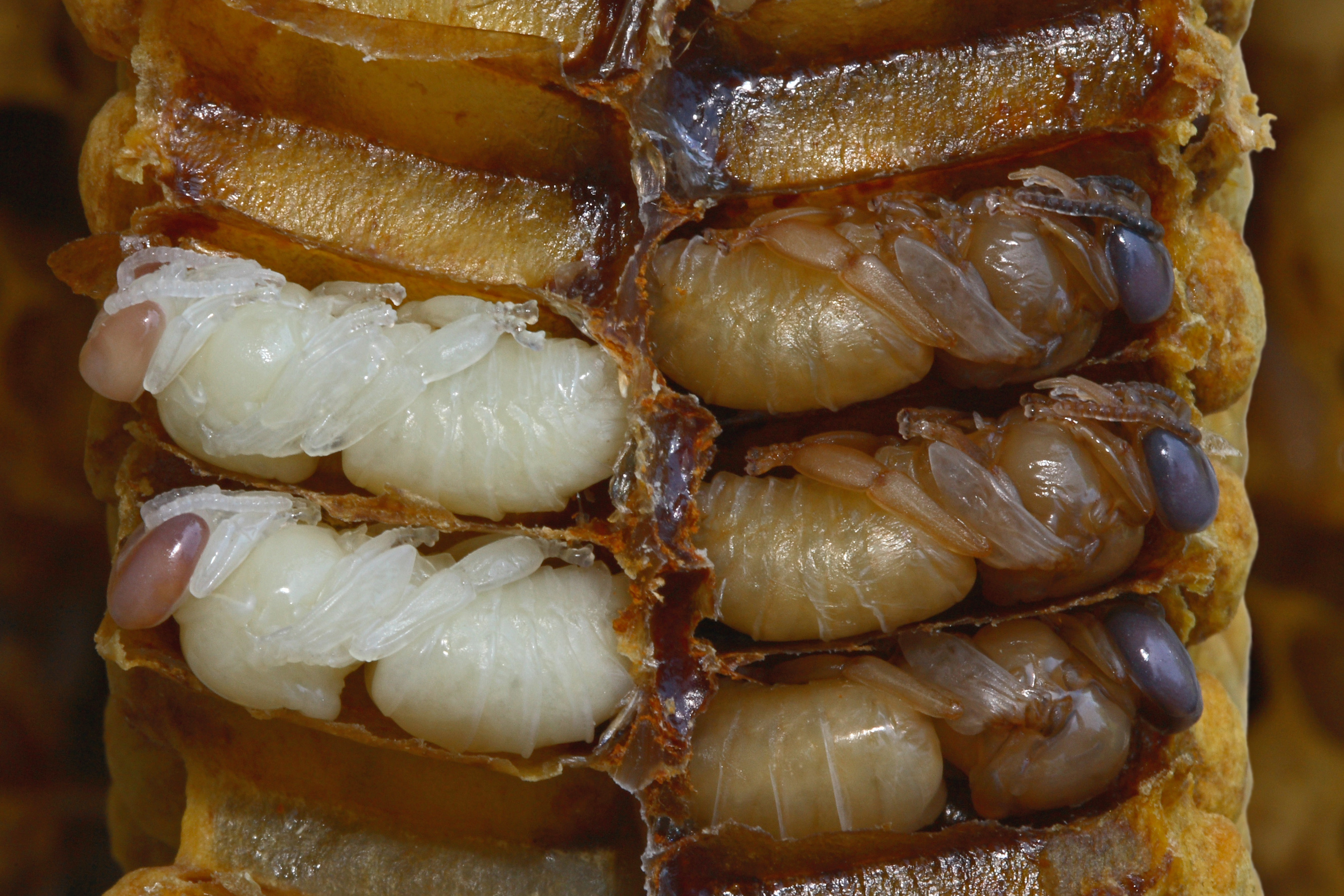

## Thành ngữ
- Trần như nhộng